# Verneuil-l’Étang
Verneuil-l’Étang – miejscowość i gmina we Francji, w regionie Île-de-France, w departamencie Sekwana i Marna.
Według danych na rok 1990 gminę zamieszkiwało 2 577 osób, a gęstość zaludnienia wynosiła 330 osób/km² (wśród 1287 gmin regionu Île-de-France Verneuil-l’Étang plasuje się na 431. miejscu pod względem liczby ludności, natomiast pod względem powierzchni na miejscu 501.).